# Tornado über Pforzheim

Tornado-Gedenkstein

Der Tornado über Pforzheim ereignete sich am Abend des 10. Juli 1968. Er besaß die Stärke F4 auf der Fujita-Skala. Auf einer Strecke von etwa 130 Kilometern vom lothringischen Saartal bis in den baden-württembergischen Enzkreis entstand zunächst ein Tornado in Frankreich und später der zweite in Deutschland. Dieser beschädigte in Pforzheim, der größten betroffenen Stadt, etwa 1750 Häuser und mehrere hundert Kraftfahrzeuge. Zwei Menschen starben, 200 wurden verletzt. Der Sachschaden betrug über 100 Millionen DM.

## Ablauf

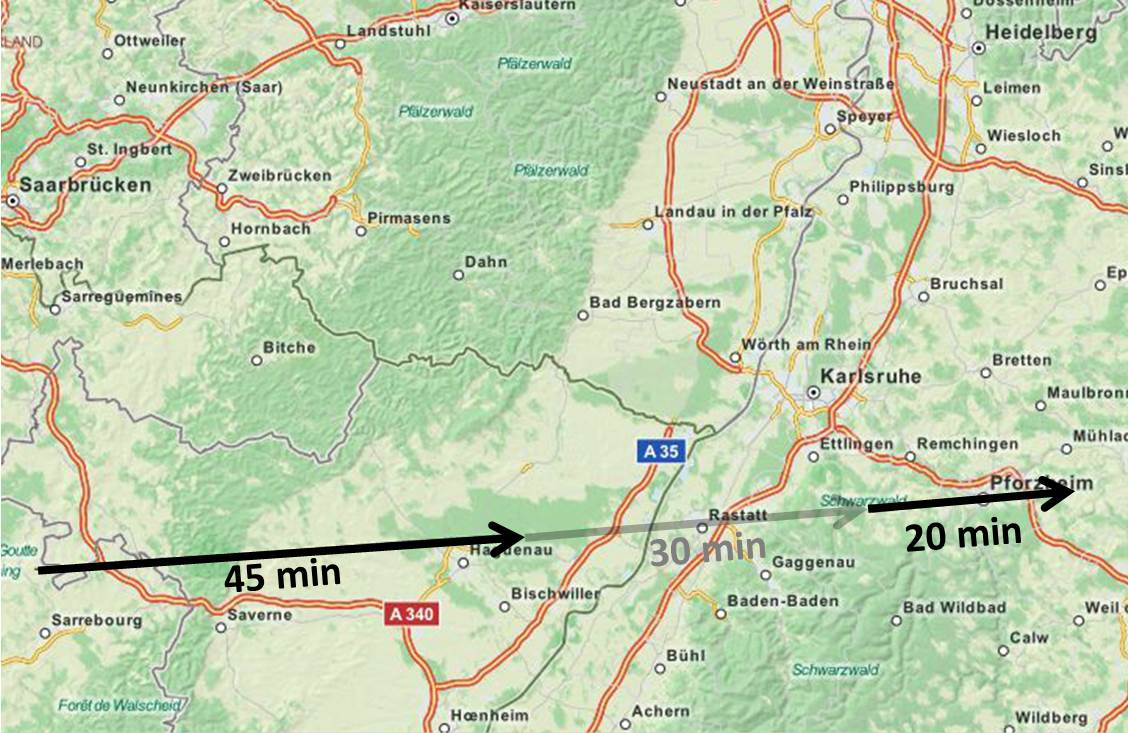
Route der Tornados mit Angaben zur Dauer der zurückgelegten Teilstrecken

Der erste Tornado entwickelte sich gegen 20:15 Uhr im Saartal zwischen Sarraltroff und Oberstinzel. Gegen 20:27 Uhr erreichte er die nördlichen Vogesen und überquerte sie in sechs Minuten. Um 20:45 Uhr wurde der Tornado bei La Walck und Überach registriert. Im Hagenauer Forst löste sich der Tornado gegen 21.00 Uhr vorerst auf. Auf direkter Verlängerung des bisher nahezu gerade von Westen nach Osten verlaufenden Weges wurde der zweite Tornado um 21:30 Uhr östlich des Rheins auf den Haupthöhen des Albtales im Schwarzwald registriert. Um 21:37 Uhr wütete dieser Tornado in Ittersbach und zog von dort nach Osten weiter über Ottenhausen, Gräfenhausen, Birkenfeld und Pforzheim, bevor er sich gegen 21.50 Uhr östlich von Neubärental auflöste.

## Schäden
Der erste Tornado legte in Frankreich eine 60 Kilometer lange und der zweite in Deutschland eine 35 Kilometer lange Schneise der Verwüstung zurück. Die zum Teil erheblichen Forstschäden prägten das Landschaftsbild für Jahrzehnte.
Pforzheim war die größte Stadt auf dem Weg des Tornados, so dass es dort zu den meisten Gebäudeschäden kam. Schwere Schäden verursachte der Tornado auch in Neubärental, wo 70 von 115 Gebäuden schwere Schäden erlitten. In Deutschland wurden auf badischem Gebiet insgesamt 3.328 Gebäude, auf württembergischen Gebiet 1.007 Gebäude beschädigt.
Zerstört wurden auch Streckenteile der Pforzheimer Kleinbahn von Pforzheim nach Ittersbach sowie die Oberleitung der Obuslinie zwischen Kupferhammer und Dillweißenstein. Die Kleinbahn, die ohnehin im August 1968  hätte stillgelegt werden sollen, wurde vorzeitig durch Dieselomnibusse ersetzt. Dieselbusse übernahmen auch den Verkehr der Obuslinie, bis die Stadtwerke die Oberleitung wieder instand setzten.